# Good Neighbor Sam
Good Neighbor Sam (bra: Um Amor de Vizinho; prt: Empresta-Me o Teu Marido) é um filme estadunidense, de 1964, do gênero comédia, dirigido por David Swift, roteirizado pelo diretor,  James Fritzell, e Everett Greenbaum, baseado no livro de Jack Finney música de Frank de Vol.

## Sinopse
Publicitário suburbano se vê envolvido numa farsa de ser o marido de sua bela vizinha divorciada.

## Elenco
- Jack Lemmon ....... Sam Bissell
- Romy Schneider ....... Janet Lagerlof
- Dorothy Provine ....... Minerva Bissell
- Mike Connors ....... Howard Ebbets (como Michael Connors)
- Edward G. Robinson    (Não creditado)
- Edward Andrews ....... Harvey Burke
- Louis Nye ....... Reinhold Shiffner – detective particular
- Robert Q. Lewis ....... Earl
- Joyce Jameson ....... Elsie
- Anne Seymour ....... Irene Krump
- Charles Lane ....... Jack Bailey
- Linda Watkins ....... Edna
- Peter Hobbs ....... Phil Reisner
- Tristram Coffin ....... Sonny Blatchford (como Tris Coffin)
- Neil Hamilton ....... Larry Boling
- Riza Royce ....... Miss Halverson